# Bill Eckersley
William "Bill" Eckersley (Southport, 1925. július 16. – Blackburn, 1982. október 25.), angol válogatott labdarúgó.
Az angol válogatott tagjaként részt vett az 1950-es világbajnokságon.